# A fekete brunswicki
A fekete brunswicki (eredeti címe: The Black Brunswicker) John Everett Millais brit festő képe, amelyet 1860-ban festett. A festményt a napóleoni háborúk egyik önkéntes alakulata, a "Fekete Brunswicki" (Schwarze Schar) hadosztály ihlette, az alakulatot Frigyes Vilmos braunschweigi herceg alapította 1809-ben. A hadosztály különösen kitüntette magát a waterloo-i csata során. Millais eredetileg többes számot alkalmazott a kép címében ("The Black Brunswickers"), de széles körben az egyes számú alakban szereplő címmel ismert.

## Téma
A kép a brunswicki hadosztály egyik katonáját ábrázolja, aki a waterloo-i csata előestéjén tartott bálról távozik, egyenesen a csatatérre. Báli ruhába öltözött kedvese próbálja visszatartani, egyik kezével az ajtót tartja, a másikat a férfi mellkasára helyezte. A fekete ruhába öltözött katona (az egyenruháról kapta a nevét az alakulat) és a világos szaténba öltözött nő között igen feltűnő a kontraszt. A képet megtörtént esemény ihlette: 1815. június 15-én Richmond hercegnője adott bált Brüsszelben, a Quatre Bras-i csata előestéjén, ahonnan a szövetséges csapatok egyenesen a csatatérre mentek.
A Fekete Brunswicki hadosztályt 1809-ben alapította Frigyes Vilmos braunschweigi herceg, aki Napóleon elszánt ellenfele volt. A hadtest Braunschweig várost egymaga foglalta vissza a franciáktól, innen - és feltűnő fekete egyenruhájukról - kapták nevüket. A Quatre Bras-i és a waterloo-i csata során a hadtest különösen kitűnt elszántságával és bátorságával, maga a herceg is halálos sebet kapott az ütközetben és alakulata súlyos veszteségeket szenvedett. A képen szereplő fiatal tiszt tehát szinte biztosan a halálba indult.
Egy levelében Millais így írta le a témaválasztást feleségének, Effie-nek:
A témaválasztás igen szerencsésnek tűnik számomra és Russel is elsőosztályúnak véli. A Brunswicki Lovasság waterloo-i szereplésével áll kapcsolatban...Szinte megsemmisítették őket, de bámuolatos hőstetteket vittek véghez... Az egész itt van a fejemben és teljesen biztos vagyok abban, hogy jelentős siker lesz. Az egyenruha és az esemény olyan erőteljesen, hogy teljesen elképesztett, hogy még nem dolgozták fel. Russellt is lenyűgözte és ha valaki, akkor ő igazán ismeri a köz ízlését. Semmi sem kedvesebb, mint az érdeklődése és nekilátott, hogy minden szükséges információt megszerezzen.
Ugyanebben a levélben Millais kifejtette, hogy a képet A hugenotta c. festménye párjának szánta - az a kép is két szerelmest ábrázol, akiket hamarosan szétválasztanak a körülöttük zajló történelmi események. Eredetileg Millais azt tervezte, hogy a két festményt teljesen megfelelteti egymásnak és meg akarta ismételni az elsőn felbukkanó, fehér karszalag motívumát. Azt szerette volna, hogy a katona egy fekete gyászszalagot viseljen, amit kedvese varrt volna fel a karjára - azonban az ötletet még a festmény előkészítése előtt elvetette, mivel egyetlen rajzon sem bukkan fel.
Millais a képen ábrázolta Napóleont is, mégpedig Jacques-Louis David egyik rézkarca alapján, amely Napóleont az Alpokon való átkelés közben ábrázolja. A képen a nyomat a damaszktapétás falon lóg és igencsak meglepte a műkritikusokat, akik vagy azt feltételezték, hogy a fiatal nő Napóleon egyik híve volt és azért akarta visszatartani kedvesét a csatától. Még a The Times is azt írta: '"(a hölgy) vonakodása részben annak is tulajdonítható, hogy a nagy hódító romantikus csodálója volt." Más kritikusok rájöttek, hogy a metszet jelenléte elsősorban a waterloo-i csatára, másodsorban a korabeli eseményekre utalt: III. Napóloen 1859-ben kelt át az Alpokon, hogy ott megtámadja az osztrák csapatokat.
David képe teljes mértékben a napóleoni propaganda céljait szolgáló, mesterkélt alkotás volt: Napóleon öszvérháton kelt át a Szt. Bernárd-hágón és utólag kérte meg a festőt, hogy készítse el a képet. Mintegy visszhangozva a kis kép mesterkéltségét (készakarva vagy véletlenül), Millais is mesterkélt légkört hoz létre a melodramatikus arckifejezésekkel, az alakok erőltetett testtartásával (ehhez jön még a tény, hogy a két modell nem is találkozott az életben).
Millais nagy figyelmet szentelt a képen látható tárgyak ábrázolásának. David festményének reprodukálásán túl kidolgozta a falon lévő tapétát is - amelynek motívumai William Morris stílusát idézik fel. A növényi minták a természet szépségét idézik, amit a viktoriánus korban gyakran a női szépséggel párosítottak, így azonosítja be a tapéta az ábrázolt helységet, mint a fiatal nő lakhelyét.
Az alakok ruháját Millais szinte fotorealisztikusan ábrázolta, láthatólag nagy figyelmet szentel a részletek kidolgozásának és élethű ábrázolásának. A ruházkodás, a divat a viktoriánus kor egyik nagy szenvedélye volt, de itt még külön jelentőséget is nyer a két témája miatt. A katona sötét, makulátlan egyenruhája szinte kirí a polgári környezetből, különösen a rákövetkező csata fényében. Vele éles ellentétben áll a nő ragyogó szatén ruhája és a karjára kötött vörös szalag. A szalag a gazdája lábánál ágaskodó kutya nyakörvén is feltűnik, finoman azonosítva a szeretője elvesztésétől félő nőt a gazdáját féltő kutyával. A nő ruhája, a szalag amelyik megjelenik a kutya nyakörvén is, köti össze ezt a két alakot a polgári világgal, amelyet a katona hamarosan elhagy.

## A festmény létrehozása
Millais-t elsősorban pénzügyi okok vezették a kép elkészítésére: az 1850-es évek végén nem tudott annyit kérni képeiért, mint korábban, ezért vágott bele egy "eladható preraffaelita kép" elkészítésébe. A trendet William Holman Hunt Ébredő lelkiismeret című képe indította el, amely szintén kortárs témát ábrázolt.
Millais mintegy három hónap alatt készült el a képpel. A források szerint különösen nagy figyelmet fordított arra, hogy a lehető legpontosabban, részletesen fesse meg a brunswicki katona egyenruháját. A fekete színű ruha különösen nagy figyelmet igényelt, csakúgy mint az egyenruha díszítései (mint pl. a halálfej a sisakon), amelyek olyan jellegzetessé és összetéveszthetetlenné tették a brunswicki hadtest katonáit.
A fekete brunswicki alakját egy ismeretlen katonáról mintázta Millais, míg a fiatal nő modellje Charles Dickens lánya, Kate Perugini volt. A két modell sosem látta egymást: mindketten a másik alakot helyettesítő faszerkezettel találkoztak csak.

## A festmény fogadtatása
A fekete brunswicki-t Millais akkor festette, amikor karrierje átmeneti nehézségekbe ütközött, az 1850-es évek végén népszerűsége egy időre lehanyatlott. A képpel az volt a szándéka, hogy felidézi első, jelentős sikert aratott alkotását, A hugenotta című képét. A fekete brunswicki sikerét jellemzi, hogy hamarosan metszet készült róla, illetve Millais két akvarell másolatot is készített.
A képet Ernest Gambart műkereskedő vette meg 100 guinea-ért, ami az általa fizetett legmagasabb árnak számított. Gambart a képet Thomas Plint-nek adta tovább, aki a preraffaelita irányzat egyik jeles gyűjtőjének számított. 1898-ban William Hesketh Lever vásárolta meg a festményt és az ő hagyatékából került a liverpool Lady Lever galéria gyűjteményébe.

## Fordítás
- Ez a szócikk részben vagy egészben  a   The Black Brunswicker című angol Wikipédia-szócikk fordításán alapul.  Az eredeti cikk szerkesztőit annak laptörténete sorolja fel. Ez a jelzés csupán a megfogalmazás eredetét és a szerzői jogokat jelzi, nem szolgál a cikkben szereplő információk forrásmegjelöléseként.

## Külső hivatkozások
- ‘The Black Brunswicker’ 1860 a Lady Lever Art Gallery oldalán
- A Tate Britain egyik kiállításán
- Millais tanulmányai és előkészítő rajzai a képhez
- Doomed and Decorated: Millais's Lovers and their Surroundings in The Black Brunswicker